# Crusader (album)
Pour les articles homonymes, voir Crusader.
Albums de Saxon
Power & the Glory
(1983) Innocence Is No Excuse
(1985)
Crusader est le sixième album studio du groupe de heavy metal anglais Saxon. Il est sorti le 16 avril 1984 et a été produit par Kevin Beamish.

## Titres
1. The Crusader Prelude (Byford/Dawson/Glockler/Oliver/Quinn) [1:06]
2. Crusader (Byford/Dawson/Glockler/Oliver/Quinn) [6:34]
3. A Little Bit of What You Fancy (Byford/Dawson/Glockler/Oliver/Quinn) [3:51]
4. Sailing to America (Byford/Dawson/Glockler/Oliver/Quinn) [5:04]
5. Set Me Free (Andy Scott) [3:14][1]
6. Just Let Me Rock (Byford/Dawson/Glockler/Oliver/Quinn) [4:11]
7. Bad Boys (Like to Rock'n'Roll) (Byford/Dawson/Glockler/Oliver/Quinn) [3:25]
8. Do It All for You (Byford/Dawson/Glockler/Oliver/Quinn/Kevin Beamish) [4:44]
9. Rock City (Byford/Dawson/Glockler/Oliver/Quinn) [3:16]
10. Run for Your Lives (Byford/Dawson/Glockler/Oliver/Quinn) [3:51]

## Composition du groupe
- Biff Byford, chant
- Steve Dawson, basse
- Paul Quinn, guitare
- Graham Oliver, guitare
- Nigel Glockler, batterie

## Crédits
- Produit par Kevin Beamish
- Réalisation de Kevin Beamish et Bruce Barris
- Enregistré au Sound City de Los Angeles
- Gravé au Sterling Sound de New York par George Marino
- Enregistrements originaux par Trigon Services Ltd. pour EMI.
- Pochette : Paul Raymond Gregory (peinture à l'huile), Quick on the Draw (design)